# 안산암

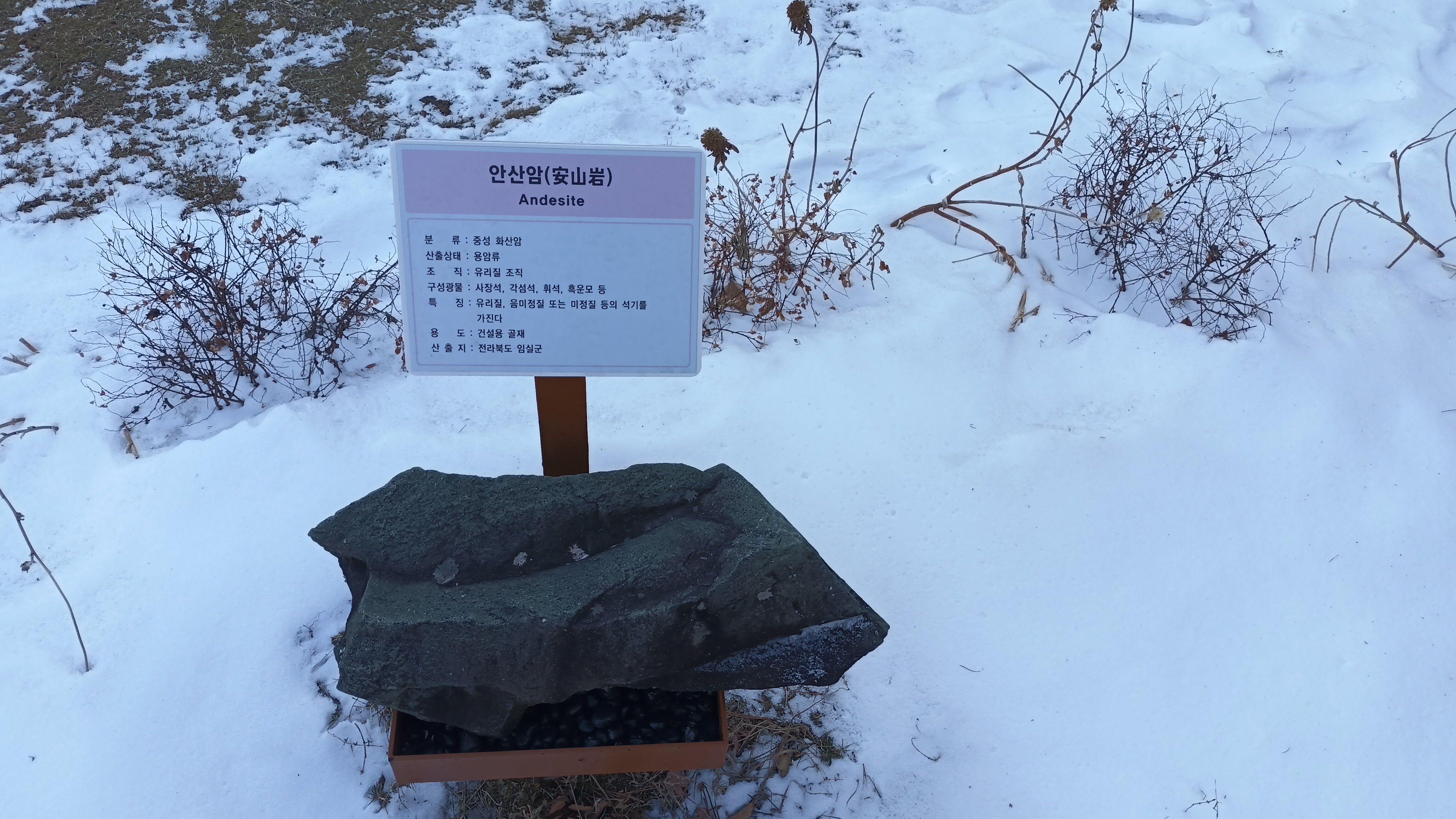
태백석탄박물관에 전시된 안산암

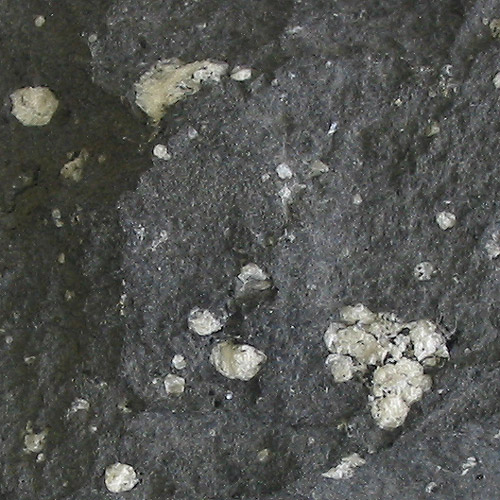

안산암(安山岩, andesite)은 중성 성분의 화산암이다. 비현정질 또는 반상조직을 보인다. 광물 조합은 사장석이 많으며 휘석이나 각섬석을 포함한다. 자철석, 지르콘, 형석, 타이타늄철석, 흑운모, 석류석 등이 부성분 광물로 나타난다. 알칼리 장석이 소량 존재할 수 있다. 안산암을 기술할 때에는 가장 흔한 반정의 광물 이름을 붙이는데 예를 들어 각섬석안산암은 부성분광물로 각섬석이 가장 흔한 경우이다. 중생대 백악기 동안에는 한반도 남부 지방에 활발한 화산 활동이 있었는데, 당시의 화산체에서 안산암이 많이 발견된다.
심성암인 섬록암이 분출된 쪽의 것을 안산암이라 한다. 안산암은 남 아메리카의 서부 해안과 같은 활동적인 해양연변부의 섭입 환경에서 특징적으로 나타나는 암석이다. 안산암의 영문이름 andesite는 안데스산맥에서 유래되었고, 안산암은 그 음차이다.

## 기원
안산암은 부가적인 판 연변부에서 형성된다. 중성 화산암은 몇 가지 과정에 의해서 형성된다:
1. 감람암의 탈수 용융 분별 결정
2. 퇴적물을 포함한 섭입 슬랩의 용융
3. 정치 혹은 분출 이전 중성질 마그마 저장소에서의 규장질 마그마 (유문암질)와 고철질 마그마 (현무암질)의 마그마 혼합

### 분별결정작용을 통해서
호상열도의 안산암은 섭입해가는 해양판과 그 위에 있는 맨틀 웻지의 상호작용을 통해서 형성된다.
해양판이 해령에서 형성될 때, 열수 순환으로 인해 각섬석, 제올라이트, 녹니석과 같은 함수광물이 형성된다. 해양판이 섭입하여 맨틀 아래로 들어가면서 바로비아상(Barrovian facies) 과정이나 프란시스카상(fanciscan facies) 과정들을 거치게 되면, 함수광물들은 물과 불호정성원소를 방출하면서 더 안정한 상태가 된다. 해양판이 열탈수과정을 겪는 것이다. 이렇게 빠져나온 수분은 상부에 있는 맨틀 웻지로 스며들어간다.
이 과정에서 슬랩도 녹고 맨틀도 녹는다. 맨틀 웻지로 스며든 물은 감람암의 솔리더스를 낮추어서 현무암질 마그마가 형성되게 한다. 이 마그마에는 호정성원소(칼륨, 바륨, 납)는 많이 들어있지만, 불호정성원소(니오븀이나 티탄)는 적게 들어가 있다.
마그마가 상승하는 동안 정체되거나 식거나 하게 되는데, 그러는 동안 고철질광물이 분별결정을 통해서 마그마에서 분리되어 빠져나가면, 남아서 상승하는 마그마에는 이산화규소성분이 상대적으로 더 높아지게 되어 안산암질 마그마가 형성된다.

### 마그마 혼합을 통하여
현무암질 마그마는 유문암질 마그마와 섞일 수 있다. 안데스산맥과 같은 대륙호 지역은 지하의 열구배가 크고, 멘틀 웻지의 열수 흐름이 판 아래를 연하게 만들 수 있는데, 부분적으로 융융된 대륙지각은 중성에서 규장질의 성분을 가지게 된다. 현무암질 마그마가 이렇게 특별히 뜨거운 부분에 관입하게 되면, 주변 대륙지각의 부분용융을 촉진시킨다. 대륙지각에서 기원한 마그마는 이미 관입해 있던 현무암질 마그마와 섞이면서 중성의 마그마를 만드는데, 안산암이나 트래카이트 (조면암) 성분이 주로 형성된다.
반대로 현무암질 마그마는 위에 있는 호(대륙호나 호상열도)에 열을 가할 수도 있다. 그러면 마그마 위의 호는 녹게 되는데, 이때 퇴적물이나 이전의 화산암 등도 함께 녹아들어오게 된다. 그 과정 동안 현무암질 마그마는 온도가 낮아지면서 분별결정작용을 겪는다. 이렇게 들어온 암석들은 온도가 낮기 때문에 하부에 위치하게 되고, 충분한 온도로 낮아지지 않으면 섞이지 않는다.
최종적으로 안산암의 성분은 분별 결정, 혼합, 부분용융, 섭입했던 판 성분의 유입 등이 일어난 결과이기 때문에 각각의 성분을 분석하는 것이 쉽지 않다.
운석에서 안산암이 발견되었음이 2009년에 발표되었다. 미국의 2006/2007 남극 운석 탐사 기간 동안 그라브즈 누나탁 빙원에서 발견된 두 운석(GRA 06128와 GRA 06129)이 안산암을 포함하고 있었다. 이들로부터 안산암 형성의 새로운 기작을 알 수 있을지도 모른다.

## 한국
중생대 백악기의 경상 누층군 유천층군에는 안산암이 다수 포함되어 있다. 주산안산암질암은 가장 대표적인 안산암 암석이다. 함안군 지역의 경상 누층군 함안층에는 안산암이 일부 포함되어 있다.